# AGM-179 联合空地导弹
AGM-179联合空地导弹（ AGM-179 Joint Air-to-Ground Missile ,缩写为JAGM）是美国的一项用于开发新空对地导弹计划以取代目前的空射BGM-71陶式反坦克导弹，AGM-114地狱火导弹和AGM-65小牛导弹。 美国陆军，海军和海军陆战队计划购买数千枚JAGM。

## 描述
联合空对地导弹（JAGM）计划是由于预算削减而取消的AGM-169联合通用导弹计划的后续计划。JAGM将与JCM共享基本相同的目标和技术，但将使用更长的时间开发。

## 发射平台
- AH-64 阿帕奇直升机
- MQ-1C灰鹰无人攻击机 [4]
- MH-60R/S海鹰直升机
- AH-1Z蝰蛇直升机 [7]
- OH-58F奇奥瓦侦察直升机
- F-35閃電II戰鬥機[8]

## 运营者
美国：JAGM旨在通过为许多发射平台提供单一导弹配置，为美国陆军、美国海军和美国海军陆战队联合服务。JAGM为提供了更高的运营灵活性和更低的后勤支持成本。
2012年2月，海军和海军陆战队终止了对该计划的投资，称这个计划是“可控制的风险”，他们专注于开发GBU-53/B SDB II并继续采购AGM-114地狱火导弹，把JAGM计划变成了陆军的专项计划。2014年3月，海军和海军陆战队重新加入该计划，文件显示海军陆战队AH-1Z直升机与导弹实现了整合。

## 时间线
2007年6月，美国国防部发布了一份征求建议书草案（RFP），启动了联合空对地导弹（JAGM）计划的竞赛。 2008年，雷神公司和波音公司合作获得了1.25亿美元的合同 ，洛克希德·马丁公司获得了1.22亿美元的联合空对地导弹（JAGM）系统技术开发合同。
所有团队在2011年春季提交了设计方案，预计2012年第一季度将签订合同。然而，但9月陆军和海军要求终止JAGM计划。 JAGM在2012年的预算削减中幸存下来，但资金减少。
2012年，洛克希德·马丁公司和雷神公司获得了美国陆军的合同以扩展JAGM技术开发计划，包括JAGM导引部分的设计，测试和演示阶段。 2013年，陆军宣布不会授予雷神公司剩余部分合同，并将继续与洛克希德公司签订合同。
2015年，陆军发布了一份关于JAGM指导部分升级的RFP。洛克希德·马丁公司将提供其双模激光和毫米波雷达导引头，雷神公司可能会提交其三模式导引头，如果雷神公司参与竞争，导引头会增加成像红外线引导功能。 洛克希德·马丁公司获得了价值6600万美元的工程和制造合同，陆军要求将其激光和毫米波寻标器合并到地狱火导弹弹体中。雷神公司选择不参与竞争，但保留其三模式导引头。
AGM-179的型号已分配给JAGM计划。 JAGM的低速初始生产（LRIP）合同于2018年获得批准。

## 參閱
- 长钉反坦克导弹